# Crooked Hearts
Pour plus de détails, voir Fiche technique et Distribution.
Crooked Hearts est un film américain, sorti en 1991.

## Fiche technique
- Titre : Crooked Hearts
- Réalisation : Michael Bortman
- Scénario : Michael Bortman d'après le roman de Robert Boswell
- Photographie : Tak Fujimoto
- Musique : Mark Isham
- Montage : Richard Francis-Bruce
- Pays de production : États-Unis
- Genre : drame
- Date de sortie : 1991

## Distribution
- Peter Berg : Tom
- Vincent D'Onofrio : Charley
- Noah Wyle : Ask
- Peter Coyote : Edward
- Cindy Pickett (en) : Jill
- Juliette Lewis : Cassie
- Jennifer Jason Leigh : Marriet Hoffman
- Wendy Gazelle : Eileen
- Marg Helgenberger : Jennetta
- Joshua Jackson : Tom (à 11 ans)
- Ian Tracey : Limber Watkins
- Vincent Gale : l'ami de Charley